# Peperomia curruciformis
Peperomia curruciformis är en pepparväxtart som beskrevs av William Trelease. Peperomia curruciformis ingår i släktet peperomior, och familjen pepparväxter. Inga underarter finns listade i Catalogue of Life.